# Vista Hermosa, Actopan
Vista Hermosa är en ort i Mexiko.   Den ligger i kommunen Actopan och delstaten Veracruz, i den sydöstra delen av landet, 260 km öster om huvudstaden Mexico City. Vista Hermosa ligger 615 meter över havet och antalet invånare är 323.
Terrängen runt Vista Hermosa är kuperad. Runt Vista Hermosa är det ganska tätbefolkat, med 62 invånare per kvadratkilometer. Närmaste större samhälle är Alto Lucero, 11,3 km nordväst om Vista Hermosa. Trakten runt Vista Hermosa består till största delen av jordbruksmark.